# Теория переноса возбуждения
Теория переноса возбуждения (англ. Excitation-transfer theory) — теория Дольфа Зильманна, главным положением которой является утверждение, что возбуждение, полученное от одного стимула, может накладываться на возбуждение, получаемое от другого стимула, таким образом увеличивая или уменьшая эмоциональную реакцию человека.
Большую роль теория Д. Зильманна играет в объяснении агрессии.

## Предпосылки создания теории Д. Зильманна
Теорию переноса возбуждения Дольф Зильманн начал разрабатывать в начале 70-х годов XX века. В третьей четверти XX века многие психологические концепции пересматривались и смещались в сторону рассмотрения эмоциональной и когнитивной сфер человека. Например, Л. Берковиц, внесший значительный вклад в развитие теории фрустрации-агрессии, в дальнейшем развивая свою концепцию, устанавливает связь между когнитивной и эмоциональной сферами человека, влияющую на выбор схем поведения человека.
Дольф Зильманн также работал в этом направлении, доказывая тесную связь и взаимовлияние когнитивной и эмоциональной сфер. Д. Зильманн установил роль познавательных процессов в регулировании эмоций и роль возбуждения в когнитивном регулировании поведения. Также Д. Зильманн утверждал, что теория фрустрации-агрессии и доработки Берковица основываются на гипотетическом конструкте — потребности; и хоть Зильманн не отрицал значимость потребности, он считал, что теория должна основываться на объективном конструкте.

## Теория Д. Зильманна
Теория переноса возбуждения Д. Зильманна основывается на положении, что возбуждение от предшествующей эмоциональной реакции способно повлиять на последующие эмоциональные реакции на практически любой раздражитель, причем сила воздействия определяется количеством остаточного возбуждения от первого стимула. Данные заключения были сделаны Зильманном, основываясь на положении, что возбуждение ослабевает не сразу, а со временем, и за этот период угасания остатки раздражения способны «вливаться в последующие … потенциально независимые (от данного стимула) … эмоциональные реакции».
Термин «возбуждение» в данной теории имеет смысл раздражения симпатической нервной системы, которое выражается в соматических реакциях (например, учащенное сердцебиение, повышенное потоотделение).
Данные предположения были подтверждены рядом экспериментов.

## Эксперименты Д. Зильманна

### Первая серия опытов (Zillmann, Katcher & Milavsky, 1972)
Испытуемые были распределены на несколько групп. Членов одной группы в начале эксперимента провоцировались помощником экспериментатора. Вторая группа не подвергалась подобному воздействию. В первой группе некоторых испытуемых просили делать физические упражнения, требующие усилий, в течение 2,5 минут, остальных просили заниматься деятельностью, требующей меньше усилий. Физическая нагрузка повышала уровень возбуждения. Далее всем испытуемым предоставлялась возможность наказать (ударами тока) провоцирующего их в начале эксперимента помощника экспериментатора.
Результаты показали, что повышенное возбуждение вследствие усиленной физической активности способствует возникновению агрессии у спровоцированных помощником экспериментатора испытуемых.
Однако высокий уровень возбуждения провоцирует агрессивное поведение только в том случае, когда человек неправильно определяет причину своего возбуждения, то есть неверно определяют источник своих чувств (в данном эксперименте — гнева). Если человек правильно интерпретировал источник своих эмоций, независимо от силы возбуждения деструктивное поведение вызвано не будет.

### Вторая серия опытов (Zillman & Bryant, 1974; Zillman, Johnson & Day, 1974), (Zillmann, Johnson & Day, 1975)
Испытуемыми были мужчины. Все испытуемые были распределены в три группы на основании уровня физической подготовки.
Первый вариант эксперимента не предполагал никакого провокационного поведения со стороны помощника экспериментатора.
Во втором варианте эксперимента помощник экспериментатора мог оскорблять или насмехаться над испытуемыми. В одном случае испытуемые должны были сначала спокойно сидеть на протяжении 6 минут, а затем их просили выполнить физические упражнения в течение 1,5 минуты. В другом случае испытуемые сначала выполняли физические упражнения, а потом отдыхали в течение 6 минут. После этого испытуемым предоставлялась возможность отыграться на помощнике экспериментатора.
Зильманном и его коллегами было сделано предположение, что в первом случае, когда возможность отомстить давалась сразу после сильной физической нагрузки, испытуемые будут склонны приписывать агрессию именно возбуждению, вызванному физической активностью. Во втором случае, когда после физической активности следовал отдых, испытуемые будут связывать повышенное возбуждение с гневом, оставшимся после провокаций помощника экспериментатора, а не с физическими упражнениями.
Действительно, повышенная агрессия присутствовала в той группе, где был сделан перерыв между физической нагрузкой и возможностью отмщения помощнику экспериментатора.
Несмотря на то, что данные эксперименты демонстрируют связь возбуждения и агрессии, подобное физиологическое возбуждение может провоцировать практически любую доминантную реакцию.